# Melanoseps ater
Melanoseps ater — вид сцинкоподібних ящірок родини сцинкових (Scincidae). Мешкає в Центральній Африці.

## Поширення і екологія
Melanoseps ater мешкають в горах Східно-Африканського рифту на південному сході ДР Конго, сході Замбії, південному заході Танзанії, півдні Малаві (масив Муландже) та в сусідніх раойнах Мозамбіку. Вони живуть в гірських вічнозелених лісах та на узліссях.